# Герцог (медицинский комплекс)
Герцог — гериатрический медкомплекс в Иерусалиме, Израиль.
Является третьим по величине в Израиле (такого типа), имеет 330 коек. Занимается преимущественно гериатрическими вопросами и психиатрией.
Около 25 % пациентов являются пережившими Холокост.
Имеет гератрическое и психиатрическое отделения, а также отделение дыхательной терапии для детей.
Является центром подготовки специалистов медицинской школы Еврейского университета и Хадассы. Здесь проводится обучение в области гериатрии и психиатрии, студентов-медиков, сестринскому делу, психологии и социальной работе. Также сотрудничает с институтами занимающимися исследованиями в области генетики, изучении синдромов Альцгеймера, Паркинсона и шизофрении.
Основан в 1894 году. Первым направлением становится гинекология. Позднее становится учреждением, оказывающим психиатрическую помощь. Это было первым учреждением такого рода на Ближнем Востоке.
В 1968 году переезжает в современное здание, рядом с районом Гиват-Шауль. Здание выполнено по проекту архитектора и лауреата Премии Израиля Биньямина Эдельсона и его соавтора Гершона.
В 1970-х годах открывается гериатрическое отделение.
Учреждение получает доход от медицинской деятельности и пожертвований.